# Yoshio Hachiro
Yoshio Hachiro (鉢呂 吉雄, Hachiro Yoshio), né le 25 janvier 1948, est un homme politique japonais, membre du Parti démocrate du Japon (PDJ), député de la Chambre des représentants du Japon.

## Biographie
Originaire de Hokkaidō, Yoshio Hachiro a fait ses études à l'université de Hokkaidō. Il fut élu à la Chambre des représentants du Japon pour la première fois en 1990, en tant qu’indépendant. Il rallia ensuite le Parti social-démocrate avant de finalement joindre le Parti démocrate du Japon (PDJ). En 2003, il se présenta sans succès à l’élection du gouverneur d’Hokkaidō, mais fut réélu à la Chambre. Il est considéré comme expert en matières agricoles.
En septembre 2011, il fut nommé à la tête du ministère japonais de l'Économie, du Commerce et de l'Industrie dans le gouvernement du premier ministre Yoshihiko Noda.
Il remit sa démission le 10 septembre après avoir été critiqué pour deux déclarations : une blague sur la contamination radioactive proférée lors d’une visite de la zone de la centrale nucléaire de Fukushima et pour avoir comparé les villes évacuées des alentours à des « villes mortes ». Après Ryū Matsumoto, il est le deuxième ministre à devoir démissionner hâtivement pour son sens défectueux de la communication politique dans les mois qui ont suivi le séisme du 11 mars 2011.
Toutefois, comme Hachiro n'appartient pas à une famille ou un groupe prestigieux, certains commentateurs voient dans son cas un exemple de contrôle du pouvoir par les « élites », hommes politiques et journalistes réunis.